# Ипатова, Ольга Михайловна
О́льга Миха́йловна Ипа́това (бел. Во́льга Міха́йлаўна Іпа́тава, 1 января 1945, г.п. Мир, Мирский район, Барановичская область, БССР) — белорусская писательница, переводчица, общественный деятель.

## Биография
Родилась в городском посёлке Мир (ныне Кореличский район, Гродненская область, Республика Беларусь) в семье служащих. Отец — заведующий райфинотделом, мать — фельдшер. После смерти матери в 1949 году воспитывалась в детском доме в Гродно (1956—1961). После окончания Гродненской средней школы № 7 в 1961 году поступила на филологический факультет Белорусского государственного университета. В 1963 году перевелась на заочное отделение (окончила в 1967).
Работала учителем в деревне Руба (ныне территория города Витебска), товароведом в Витебском областном книготорге (1964), инструктором, заведующим сектором Гродненского горкома комсомола (1965—1968), редактором областной студии телевидения (1968—1970). В 1970—1973 гг. — литературный сотрудник газеты «Літаратура і мастацтва», затем литконсультант газеты «Красная смена» (бел. «Чырвоная змена»). В 1975—1978 гг. — аспирант Литературного института в Москве. После окончания аспирантуры снова работала литконсультантом в «Красной смене» (1978—1979). В 1985—1989 гг. — главный редактор литературно-драматических передач Белорусского телевидения. С 1989 — заведующий отделом, с 1990 — заместитель главного редактора журнала «Спадчына». В 1991—1995 гг. — главный редактор газеты «Культура».
С 1998 по 2001 Ольга Ипатова была заместителем председателя, а с 2001 по 2002 год — председателем Союза белорусских писателей.

## Творчество
Печатается с 1959 года. Автор сборников стихов: «Утро» (бел. «Раніца», 1969), «Июльские грозы» (бел. «Ліпеньскія навальніцы», 1973), «Ростки» (бел. «Парасткі», 1976), «Крыло» (бел. «Крыло», 1976); сборников повестей и рассказов: «Ветер над кручей» (бел. «Вецер над стромай», 1977; российское издание, Москва, 1980, отмечено на всесоюзном конкурсе имени М. Горького, 1981), «Двадцать минут с Немезидой» (бел. «Дваццаць хвілін з Немезідай», 1981), «Перекат» (бел. «Перакат», 1984), «За морем Хвалынским» (бел. «За морам Хвалынскім», 1989), «Чёрная княгиня» (бел. «Чорная княгіня», 1989), книг для детей «Снегурочка» (бел. «Снягурка», 1974) и «Сказка о Павлине» (бел. «Казка пра Паўліна», 1983). Написала телепьесу «Давид Гродненский» (бел. «Давыд Гарадзенскі», поставлена в 1988).
В 1996 году издана книга «Между Москвой и Варшавой» (бел. «Паміж Масквой і Варшавай»), в 2002 году — трилогия «Ольгердово копьё» (бел. «Альгердава дзіда»): «Золотая жрица Ашвинов» (бел. «Залатая жрыца Ашвінаў»), «Прорицатель Гедимина» (бел. «Вяшчун Гедыміна»), «Ольгердово копьё» (бел. «Альгердава дзіда») и др.
По повести писательницы «Узелок Святогора» поставлен фильм «Гомункулус». На её стихи написаны песни «Неманская синь», «Сыну», «Аэлита» и др.
Произведения Ольги Ипатовой переведены на русский, английский, немецкий, узбекский, польский, словацкий, чешский языки, а также на язык хинди.
Кроме того, Ольга Ипатова публикует критические статьи и публицистические очерки, занимается переводом на белорусский язык произведений русских, литовских, украинских, узбекских, армянских писателей, занимается общественной деятельностью.

## Награды
- Награждена орденом «Знак Почёта»
- медалью Франциска Скорины
- Медаль «100 лет БНР»
- является лауреатом премии имени Бориса Кита (2003)
- «Золотой апостраф» (2006, за историческую повесть «Последние жертвы священного дуба»)
- и др.

Является почётным академиком Международной академии наук «Евразия».